# セクストス・エンペイリコス
セクストス・エンペイリコス（古希: Σέξτος Ἐμπειρικός, 羅: Sextus Empiricus, 2世紀から3世紀ごろ）は、ローマ帝国期ギリシアの懐疑主義哲学者、医学者。アレクサンドリア、ローマ、アテナイなど様々な土地に住んだ。
彼の哲学的著作は、ほぼ完全な形で現存しており、古代懐疑主義の基本資料となっている。医学的な著作については、伝承によれば彼自身の名にちなんだ「経験主義学派」（Ἐμπειρικοί）に属していたとされる（懐疑主義#古代の医学における懐疑主義も参照）。しかしながら、著作中において少なくとも二度、自身を「方法主義学派」学派に近いところに置いており、またこれは彼の哲学からもうかがい知られることである。

## 著作
『ピュロン主義哲学の概要』Outlines of Pyrrhonism (Πυῤῥώνειοι ὑποτυπώσεις, Pyrrhōneioi hypotypōseis)、そして『数学者に対して』Against the Mathematicians (Adversus Mathematicos) という題名の2作（同名異作、一方はおそらく未完）、以上計3作が現存している。
『数学者に対して』の前半6巻は、『教師たちに対して』という題名で知られているが、伝統的にそれぞれの巻に固有の題名がつけられている。『文法学者に対して』（第1巻）、『修辞学者に対して』（第2巻）、『幾何学者に対して』（第3巻）、『算術家に対して』（第4巻）、『天文学者に対して』（第5巻）、『音楽家に対して』（第6巻）。これらの著作がセクストスの最晩年の、それゆえ完成されたかたちでの著作であるとされている。
『数学者に対して』の第7巻から第11巻は完全なかたちで現存しているわけではなく、学者たちによれば少なくとも1巻、多くて5巻分の著作が失われている。現存の部分には『論理学者に対して』（第7–8巻）、『医学者に対して』（第9–10巻）、『倫理学者に対して』（第11巻）、という通名があてられている。『数学者に対して』第7–11巻については、『独断主義者に対して』という題があてられ、別の著作とされることがある（そうであれば『論理学者に対して』は第1–2巻、『医学者に対して』は第3–4巻、『倫理学者に対して』は第5巻と呼ばれることになるが、第1巻の前に失われた部分があることを覚えておかなければならない）。
ちなみに『数学者に対して』と『ピュロン主義哲学の概要』という題名以外は通名であって、著作中に出てくるものではない。

### 日本語訳
- 金山弥平・金山万里子訳『ピュロン主義哲学の概要』京都大学学術出版会〈西洋古典叢書〉、1998年。
- 同上『学者たちへの論駁 1』京都大学学術出版会〈西洋古典叢書〉、2004年。
- 同上『学者たちへの論駁 2』京都大学学術出版会〈西洋古典叢書〉、2006年。
- 同上『学者たちへの論駁 3』京都大学学術出版会〈西洋古典叢書〉、2010年。

## 思想
セクストスは、あらゆる信念に対する判断を停止するべきだ、すなわちある信念について真であるとか偽であると判断することを控えるべきだと主張する。この立場はピュロン的懐疑論として知られている。セクストスによれば、この立場はアカデメイア的懐疑論、すなわち知識そのものを否定する立場とは一線を画すものである。セクストスは知識そのものの可能性を否定することはしない。真なる信念としてなにかを知ることは不可能だとするアカデメイア的懐疑論の立場をセクストスは批判するのである。その代わりにセクストスは、信念を放棄すること、すなわち何かを知ることができるかどうかという判断を停止することを提案する。判断停止することによってのみ、我々はアタラクシア（心の平安）を得ることができるのである。セクストスは、全ての事柄について判断停止をすることも不可能ではないと考えた。なぜなら我々はいかなる信念をも用いず、習慣に従って生きることもできるからである。
セクストスは、我々の経験（例えば心情や感覚）に関する主張を肯定することはできると考える。すなわち、私はこう感じるとかこういうものを知覚する、という主張Xについて、「Xであるように思われる」と言うことは可能である、と言うのである。しかしながら、このように言うことはいかなる客観的知識も外在的実在も含意しない、と指摘する。というのは、私は「私が味わった蜂蜜は私にとって甘い」ということを知っているかもしれないが、これは主観的判断に過ぎず、蜂蜜そのものについてなにか知っているということにはならないからである。
以上のようにセクストス哲学を解釈する注釈家としてマイルズ・バーニェットやジョナサン・バーンズがいる。
それに対してミヒャエル・フレーデは異なった解釈を提示している。彼によれば、理性や哲学や思弁によって辿り着いたのでない信念であれば、セクストスは認める、とされる。例えば、内容にかかわらず、懐疑論者の共同体において信念とされたものなどである。この解釈をとるならば、懐疑論者は神を信じたり、信じなかったり、美徳は善であると信じたりするだろうが、美徳が「本性的に」善であるからそう信じるわけではないのである。

## セクストスの遺産
『ピュロン主義哲学の概要』の定番となっている版は、アンリ・エティエンヌが1562年にジュネーヴで出版したラテン語訳が付された版である。セクストスの『概要』は16世紀から18世紀にかけてヨーロッパで広く読まれ、なかでもミシェル・ド・モンテーニュやデイヴィッド・ヒュームに深い影響を与えた。また、ピエール・ベールの『歴史批評辞典』によってもセクストスの思想は世に知られるようになった。ピュロン主義の遺産についてはリチャード・ポプキンの『エラスムスからデカルトまでの懐疑主義の歴史』と『ピュロン主義への道』The History of Skepticism from Erasmus to Descartes, High Road to Pyrrhonismが詳しい。